# Сисола
Си́сола — річка в республіці Комі, ліва притока річки Вичегда (басейн Північної Двіни). Довжина 487 км, площа басейну 17 200 км². Живлення змішане, з переважанням снігового. Повінь з 2-ї половини квітня до середини червня. Середня витрата води за 318 км від гирла близько 33 м³/сек. Замерзає в кінці жовтня — листопада, розкривається в кінці квітня — початку травня.
Найбільші притоки — Ком, Тиб'ю Велика Візінга (ліві); Нидим, Леп'ю, Поїнга (праві).
Сисола починається на Північних Увалах, на межі республіки Комі і Кіровської області. Тече на захід, приймаючи численні притоки, в нижній течії повертає на північ. У середній течії протікає селище Койгородок, після якого довго тече, сильно петляючи, паралельно дорозі Сиктивкар — Візінга Койгородок. Велике селище Візінга стоїть на  Великий Візінге за 10 кілометрів вище за місце її впадання в Сисолу.
У місці впадання Сисоли до Вичегду розташована столиця Республіки Комі — Сиктивкар. Річка дала і назву місту: «Сиктив» — назва Сисоли на  мові комі, «кар» — місто.
У низовинах Сисола судноплавна.